# Rzeczyca (rejon kowelski)
Rzeczyca (ukr. Річиця) – wieś na Ukrainie w rejonie kowelskim, w obwodzie wołyńskim. W II Rzeczypospolitej miejscowość wchodziła w skład gminy wiejskiej Lelików w powiecie kobryńskim województwa poleskiego. Po II wojnie światowej w skład wsi wszedł pobliski chutor Przywyżki.
Do 2020 w rejonie ratnieńskim.